# Kopplade kolonner

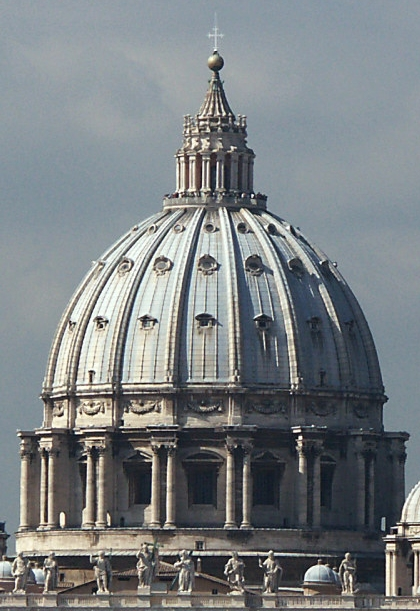
Kopplade kolonner på Peterskyrkans kupoltrumma.

Kopplade kolonner avser parvis ställda kolonner.
En av de första gångerna kopplade kolonner användes i arkitekturhistorien var av Michelangelo i Peterskyrkans kupol.